# Myomyrus pharao
Myomyrus pharao es una especie de pez elefante eléctrico perteneciente al género Myomyrus en la familia Mormyridae presente en la hoya hidrográfica africana del río Congo, particularmente en la cuenca inferior; además, está presente en las cataratas Wagenia. Es nativa de la República Democrática del Congo y la región homónima; y puede alcanzar un tamaño aproximado de 29,6 cm.

## Estado de conservación
Respecto al estado de conservación, se puede indicar que de acuerdo a la IUCN, esta especie puede catalogarse en la categoría «Vulnerable (VU)».